# Férfi 400 méteres vegyesúszás a 2015. évi nyári európai ifjúsági olimpiai fesztiválon
A 2015. évi nyári európai ifjúsági olimpiai fesztiválon az úszás férfi 400 méteres vegyesúszás versenyeit július 30-án rendezték a Tbilisziben.

## Rekordok
A versenyt megelőzően a következő rekordok voltak érvényben:
| EYOF rekord | Matthew Johnson (Nagy-Britannia) | 4:22,02 | Trabzon, Törökország | 2011. |

## Előfutamok
Az összesített eredmények alapján a legjobb időeredménnyel rendelkező 8 úszó jutott a döntőbe. A döntőben egy nemzet csak egy versenyzővel képviseltethette magát.
| H  | Név                        | Nemzet             | E       | Mj |
| -- | -------------------------- | ------------------ | ------- | -- |
| 1  | Barta Márton               | Magyarország       | 4:26.07 | Q  |
| 2  | Hugo Gonzalez De Oliveira  | Spanyolország      | 4:31.89 | Q  |
| 3  | Holló Balázs               | Magyarország       | 4:32.33 |    |
| 4  | Nathan Joseph Hughes       | Egyesült Királyság | 4:33.18 | Q  |
| 5  | Giovanni Barison           | Olaszország        | 4:33.50 | Q  |
| 6  | Tanguy Lesparre            | Franciaország      | 4:33.59 | Q  |
| 7  | David Mihalic              | Szlovénia          | 4:34.59 | Q  |
| 8  | Evgenii Somov              | Oroszország        | 4:34.94 | Q  |
| 9  | Alejandro Raez Munoz       | Spanyolország      | 4:35.67 |    |
| 10 | Gal Hadar                  | Izrael             | 4:35.68 | Q  |
| 11 | Marcel Wagrowski           | Lengyelország      | 4:36.64 | T1 |
| 12 | Jacob Greenow              | Egyesült Királyság | 4:37.05 |    |
| 13 | Filip Chrapavy             | Csehország         | 4:37.88 | T2 |
| 13 | Arti Krasniqi              | Németország        | 4:37.88 |    |
| 15 | Tomas Ludvik               | Csehország         | 4:38.56 |    |
| 16 | Oleksandr Luhovyi          | Ukrajna            | 4:39.84 |    |
| 17 | Dries Meskens              | Belgium            | 4:40.39 |    |
| 18 | Manuel Staudinger          | Ausztria           | 4:40.66 |    |
| 19 | Lucas Dal                  | Belgium            | 4:40.71 |    |
| 20 | Jakub Chmielewski          | Lengyelország      | 4:41.69 |    |
| 21 | Daniel Nils Pekka Raisanen | Svédország         | 4:41.98 |    |
| 22 | Ivan Zhukau                | Fehéroroszország   | 4:43.71 |    |
| 23 | Kyrylo Seledtsev           | Ukrajna            | 4:46.48 |    |
| 24 | Serhat Kaan Asik           | Törökország        | 4:47.68 |    |
| 25 | Armin Evert Lelle          | Észtország         | 4:50.06 |    |
| 26 | Wilhelm Suominen           | Finnország         | 4:56.54 |    |
| 27 | Ivan Stseglov              | Észtország         | 4:55.27 |    |
| 28 | Rickard Rolko              | Luxemburg          | 5:00.35 |    |

## Döntő
| H     | Név                       | Nemzet             | E       | Mj |
| ----- | ------------------------- | ------------------ | ------- | -- |
| Arany | Barta Márton              | Magyarország       | 4:24.73 |    |
| Ezüst | Hugo Gonzalez De Oliveira | Spanyolország      | 4:28.68 |    |
| Bronz | Tanguy Lesparre           | Franciaország      | 4:29.15 |    |
| 4     | Evgenii Somov             | Oroszország        | 4:29.51 |    |
| 5     | David Mihalic             | Szlovénia          | 4:31.25 |    |
| 6     | Gal Hadar                 | Izrael             | 4:31.39 |    |
| 7     | Giovanni Barison          | Olaszország        | 4:34.16 |    |
| 8     | Nathan Joseph Hughes      | Egyesült Királyság | 4:35.70 |    |